# Thelypodium
Thelypodium é um género botânico pertencente à família Brassicaceae.